# 6月9日 (旧暦)
旧暦6月9日（きゅうれきろくがつここのか）は、旧暦6月の9日目である。六曜は友引である。

## できごと
- 長享2年（ユリウス暦1488年7月17日） - 加賀一向一揆で、加賀一向宗の門徒が、対立していた守護・富樫政親を攻めて自刃させる
- 嘉永6年（グレゴリオ暦1853年7月14日） - 浦賀奉行がペリーと会見。米大統領の親書を受領

## 誕生日
- 明和4年（グレゴリオ暦1767年7月4日） - 曲亭馬琴（滝沢馬琴）、小説家（+ 1848年）
- 文政7年（グレゴリオ暦1824年7月5日） - 本木昌造、日本の活版印刷業の祖（+ 1875年）
- 慶応2年（グレゴリオ暦1866年7月20日） - 二宮忠八、日本の飛行機開発の先駆者（+ 1936年）

## 忌日
- （ユリウス暦1194年6月28日） - 趙慎（孝宗）、南宋の2代皇帝（* 1127年）